# Kismet (програма)

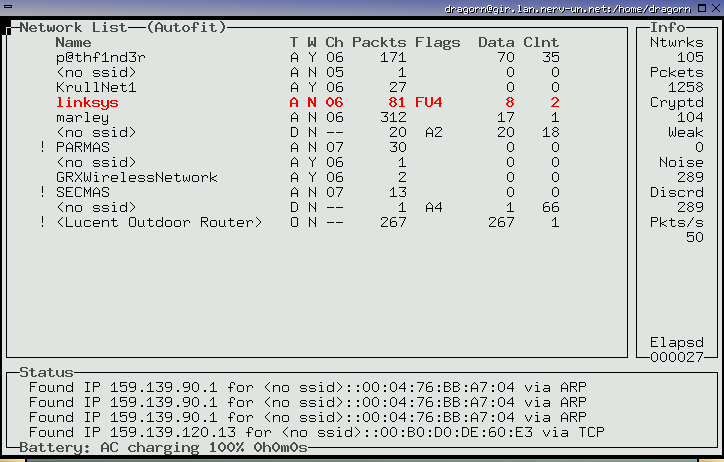
Термінал клієнта Kismet

Kismet — вільний мережевий аналізатор для бездротових мереж стандарту 802.11b. Дозволяє прослуховувати трафік за допомогою практично будь-яких підтримуваних бездротових мережевих адаптерів, що використовують драйвери Airo, HostAP, Wlan-NG або Orinoco (з латкою для ядра). 
Аналізатор складається з сервера та клієнта і може використовуватись для аналітики роботи мереж (зібрані дані мають оброблятись сторонніми додатками) та їх захисту (як детектор зовнішніх атак на мережі). Адаптований до програм SoX і Festival для програвання оповіщень про мережеві події і промовляння короткого опису при їх виявленні. Додатково може використовувати службу gpsd системи GPS для прив'язки до місцевості.

## Налаштування
Перед початком роботи мережевий пристрій Wi-Fi має бути переведений в режим моніторингу, наприклад:
```
sudo
 
ifconfig
 
wlan0
 
down
sudo
 
iwconfig
 
wlan0
 
mode
 
Monitor
sudo
 
ifconfig
 
wlan0
 
up

```